# وزارة الخزانة والمالية (تركيا)

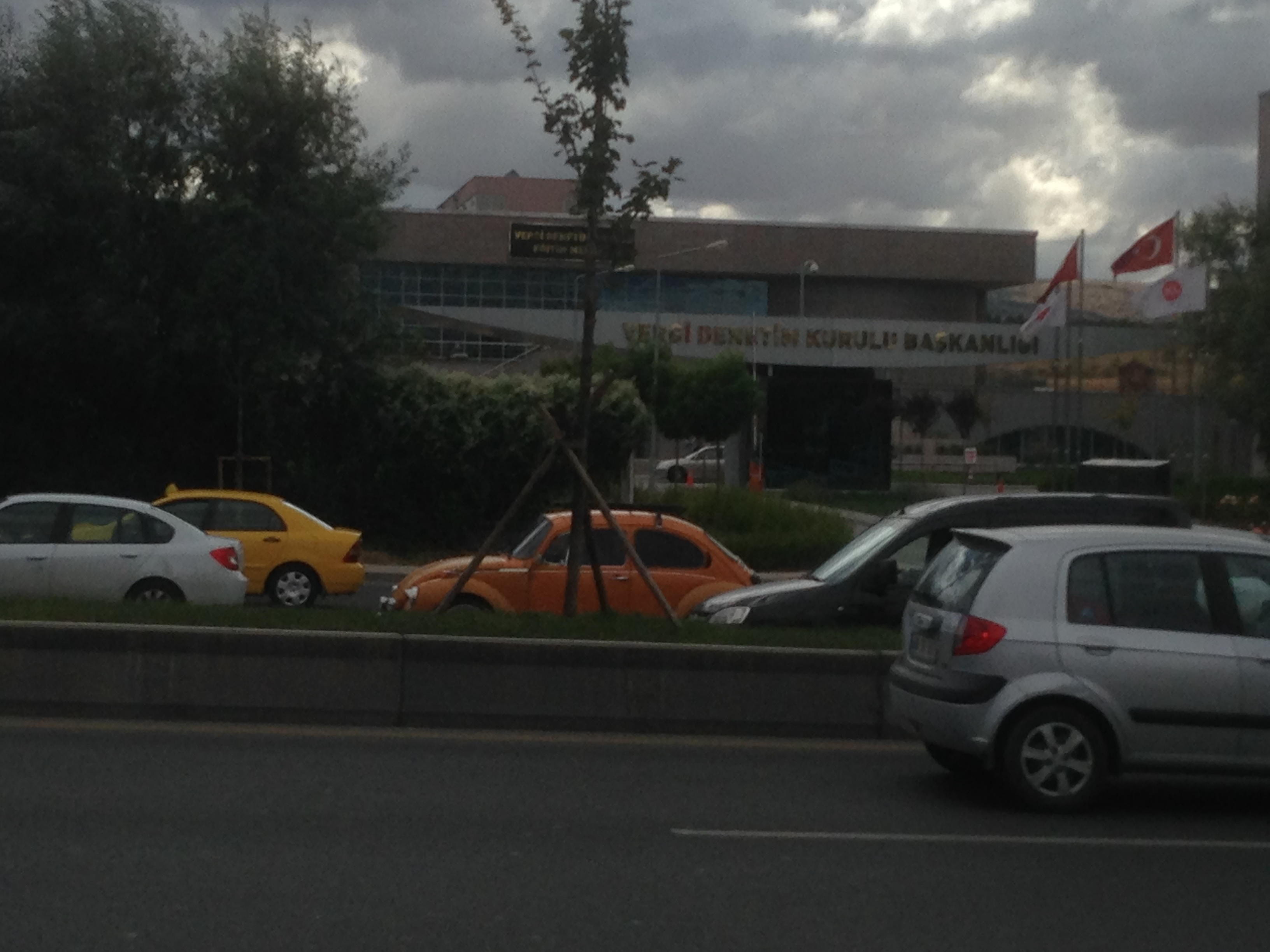
مبنى مجلس التفتيش الضريبي التركي، أنقرة

وزارة الخزانة والمالية (بالتركية: T.C. Hazine ve Maliye Bakanlığı) هي وزارة حكومية في الجمهورية التركية، وهي المسؤولة عن الشؤون المالية والضريبية في تركيا.

## الإدارات
الإدارات التالية تابعة لوزارة المالية:
- مكتب الديون
- مجلس التفتيش الضريبي
- وحدة تطوير الاستراتيجية
- المديرية العامة للموازنة والرقابة المالية
- المديرية العامة لسياسات الإيرادات
- قسم الاتحاد الأوروبي والشؤون الخارجية
- مركز وزارة المالية للتدريب العالي
- هيئة التحقيق في الجرائم المالية
- رئيس قسم الاستشارات القانونية والمديرية العامة للإجراءات
- المديرية العامة للحسابات العامة
- المديرية العامة للممتلكات الوطنية
- المديرية العامة للموظفين
- دائرة الشؤون الإدارية والمالية

## روابط خارجية
- وزارة المالية والخزينة
- http://www.maliye.gov.tr/ Ministry of Finance على موقع واي باك مشين (archive index)